# Georges Fleury
Georges Fleury (* 18. Februar 1878 in Orléans; † 10. März 1968 in Créteil) war ein französischer Radrennfahrer.

## Sportliche Laufbahn
Fleury war im Straßenradsport aktiv. Von 1908 bis 1911 war er Berufsfahrer. 1909 gewann er das Eintagesrennen Paris–Calais gemeinsam mit Eugène Christophe. 1904 wurde er beim Sieg von Fernand Augereau Dritter bei Bordeaux–Paris.
Siebenmal startete er in der Tour de France. 1906 wurde er 11., 1907 12., 1908 8., 1909 12., 1910 23. der Gesamtwertung. 1904 und 1911 hatte er die Rundfahrt nicht beendet.